# Al·ligatòrids
Els al·ligatòrids (Alligatoridae) són una família de cocodrils exclusius d'Amèrica (amb excepció d'una espècie), que inclou els al·ligàtors, caimans i els yacarés. Inclou els gèneres actuals Alligator, Caiman, Melanosuchus i Paleosuchus, a més de nombrosos gèneres extingits.

## Taxonomia
La família Alligatoridae conté els següents gèneres:
- Gènere Leidyosuchus †
- Gènere Deinosuchus †
- Subfamília Alligatorinae
  - Gènere Albertochampsa †
  - Gènere Chrysochampsa †
  - Gènere Hassiacosuchus †
  - Gènere Navahosuchus †
  - Gènere Ceratosuchus †
  - Gènere Allognathosuchus †
  - Gènere Hispanochampsa †
  - Gènere Arambourgia †
  - Gènere Procaimanoidea †
  - Gènere Wannaganosuchus †
  - Gènere Alligator
    - Alligator prenasalis †
    - Alligator mcgrewi †
    - Alligator olseni †
    - Alligator mefferdi †
    - Alligator sinensis - al·ligàtor xinès
    - Alligator mississippiensis - al·ligàtor del Mississipi
- Subfamília Caimaninae
  - Gènere Necrosuchus †
  - Gènere Eocaiman †
  - Gènere Purussaurus †
  - Gènere Mourasuchus †
  - Gènere Orthogenysuchus †
  - Gènere Paleosuchus
    - Paleosuchus palpebrosus - caiman nan de Cuvier
    - Paleosuchus trigonatus

  - Gènere Caiman
    - Caiman yacare - caiman yacaré
    - Caiman brevorostris †
    - Caiman crocodilus - caiman comú
    - Caiman latirostris  - caiman de musell ample
    - Caiman lutescans †
    - Caiman venezuelensis †
    - Caiman wannlangstoni †

  - Gènere Melanosuchus
    - Melanosuchus fisheri †
    - Melanosuchus niger - caiman negre